# Список аварий на гидроэлектростанциях

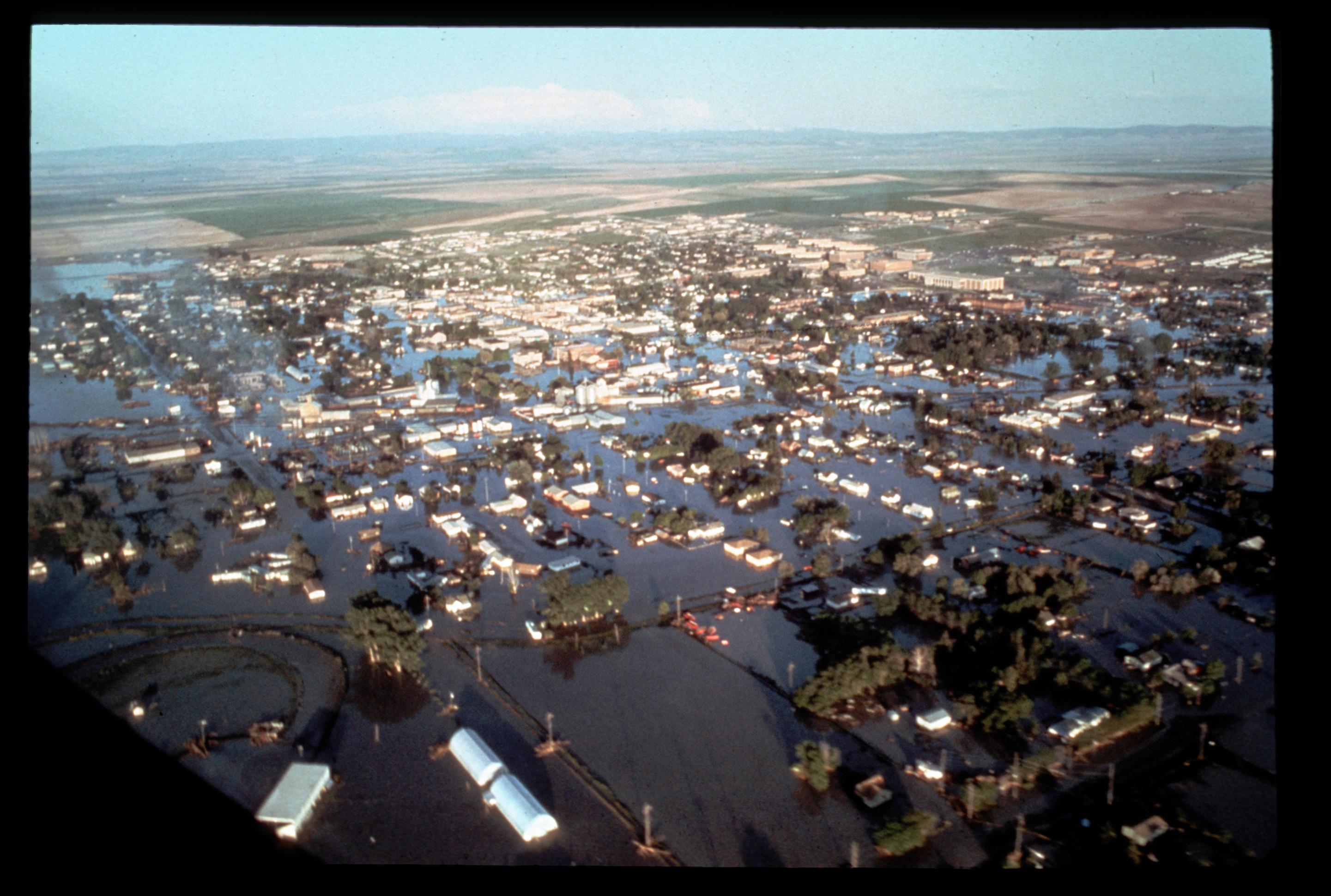
Рексберг затоплен из-за прорыва плотины Тетон

Ниже приведён список крупных аварий на гидроэлектростанциях. Каждая генерирующая станция время от времени отключается из-за незначительных дефектов и обычно может быть перезапущена после устранения дефекта. В станции встроены различные средства защиты, обеспечивающие отключение до того, как будет причинен серьёзный ущерб. Отказы некоторых гидроэлектростанций могут выходить за рамки временной потери генерирующей мощности, включая разрушение турбины, прорыв водохранилища и значительное разрушение сетевой инфраструктуры ниже по течению. В некоторых случаях на их исправление могут уйти годы.
Если генерирующая станция велика по сравнению с подключенной мощностью сети, любой сбой может вызвать серьёзные нарушения в сети. Серьёзный отказ крупной гидроэлектростанции или связанной с ней линии электропередач приводит к отключению от сети большого числа потребителей, что может вызвать широкомасштабные нарушения.

## Список аварий
| ГЭС                                   | Расположение           | Страна              | Описание аварии | Год  | Ссылки                                                           |
| ------------------------------------- | ---------------------- | ------------------- | --- | ---- | ---------------------------------------------------------------- |
| Дамба Сент-Френсис                    | Лос-Анджелес           | США                 | Разрушение плотины из-за дефектного грунтового основания и недостатков конструкции. В результате наводнения погибло не менее 431 человека | 1928 |                                                                  |
| Водохранилище Мёнезе                  | Рурская область        | Германия            | Разрушена во время Второй мировой войны бомбардировщиками RAF Lancaster в результате Операции Chastise. Потеря мощности 5.1 МВт в течение 6 недель. В результате наводнения погибло 1579 человек | 1943 |                                                                  |
| Дамба Эдерзее                         | Вальдек-Франкенберг    | Германия            | Разрушена во время Второй мировой войны бомбардировщиками RAF Lancaster в результате Операции Chastise. Потеря мощности 16 МВт. | 1943 |                                                                  |
| Плотины Суй-хо, Фусен, Киосен и Тесин |                        | Корея               | Разрушена в результате бомбардировки во время Корейской войны. | 1952 | [ 1 ]                                                            |
| Электростанция Schoellkopf            | Ниагара-Фолс, Нью-Йорк | США                 | Разрушение станции при её падении со стены Ниагарского ущелья и обрушении в реку Ниагара из-за просачивания воды в заднюю стену электростанции. Один рабочий погиб, а ущерб был оценен в $100 млн (около $1 млрд в текущих ценах) | 1956 | [ 2 ]                                                            |
| Плотина Вайонт                        | Порденоне              | Италия              | Разрушена из-за оползня. Погибли 1 917 человек. | 1963 |                                                                  |
| Дамба Мангла                          | Кашмир                 | Пакистан            | Электростанция повреждена в результате налёта ВBC Индии во время Третьей индо-пакистанской войны. Временно выведено из строя 1000 МВт мощности. | 1971 | [ 3 ]                                                            |
| Дамба Баньцяо                         | Хэнань                 | Китай               | Разрушение дамбы Баньцяо: 26 000 погибших от наводнения, 145 000 погибших от последующего голода и эпидемий, 11 миллионов оставшихся без крова. Выведены из строя генерирующие мощности. Разрушение вызвано самым значительным за последние 2000 лет наводнением.                                                                                                  | 1975 |                                                                  |
| Плотина Тетон                         | Айдахо                 | США                 | В результате разрушения дамбы смыто два города. Погибло как минимум 11 человек и тысячи голов скота. | 1976 | [ 5 ]                                                            |
| Плотина Маччху                        | Морви                  | Индия               | Из-за обрушения плотины был затоплен город. Погибли 1800-25 000 человек. | 1979 |                                                                  |
| Плотина на озере Лоун                 | Колорадо               | США                 | Разрушилась из-за плохого состояния. Была уничтожена ГЭС, рыбоводный завод и палаточный лагерь. Погибли 3 человека. Ущерб составил 31 миллион долларов. | 1982 | [ 8 ]                                                            |
| Тирлянское водохранилище              | Башкортостан           | Россия              | Прорыв плотины. Погибли 29 человек. | 1994 | [ 9 ]                                                            |
| Плотина Срисайлам                     | Андхра-Прадеш          | Индия               | Наводнение привело к полному затоплению электростанции, массовому накоплению мусора, замене электрооборудования и потере выработки электроэнергии на год. | 1998 | [ 10 ]                                                           |
| ГЭС Бьедрон                           | Вале                   | Швейцария           | Произошёл разрыв напорного трубопровода под напором более 1000 метров на высоте около 1234 м над уровнем моря. Вода под высоким давлением смыла около 100 га пастбищ, садов и леса, а также сараи и 17 шале. Погибли 3 человека. | 2000 | [ 11 ]                                                           |
| ГАЭС Таум Саук                        | Миссури                | США                 | На северо-западной стороне верхнего резервуара вода стала переливаться через край, поскольку насосы продолжали работать после заполнения резервуара. Это привело к катастрофическому разрушению стенки резервуара и выбросу 3,8 млн кубометров воды в течение 12 минут. Внезапный выброс вызвал 6-метровую волну на восточной развилке Блэк-Ривер. Никто не погиб. | 2005 | [ 12 ] [ 13 ] [ 14 ]                                             |
| ГЭС Итайпу                            | Парана Альто-Парана    | Бразилия · Парагвай | Из-за повреждения в результате грозы линий электропередач прекратилась подача энергии от ГЭС Итайпу, что вызвало веерные отключения других участков энергосистемы Бразилии. Отключение электричества затронуло около 50 миллионов жителей Бразилии, а также почти всю территорию Парагвая, получающего электроэнергию от станции Итайпу                            | 2009 | см. также Отключение электроэнергии в Бразилии и Парагвае (2009) |
| Саяно-Шушенская ГЭС                   | Хакасия                | Россия              | Авария на Саяно-Шушенской ГЭС, потеря мощности 6 ГВт, 75 погибших из-за разрушения турбины | 2009 | [ 15 ]                                                           |
| Плотина Срисайлам                     | Андхра-Прадеш          | Индия               | 2 октября 2009 года прорвало земляную дамбу над водохранилищем Срисайлам, создав рекордный приток, который угрожал плотине. | 2009 | [ 16 ]                                                           |
| Вишнупраяг                            | Уттаракханд            | Индия               | Внезапные наводнения привели к накоплению огромного количества грязи и мусора в водохранилище плотины | 2013 | [ 17 ]                                                           |
| ГЭС Дхаулиганга                       | Уттаракханд            | Индия               | Беспрецедентные внезапные наводнения в июне 2013 года в штате Уттаракханд привели к полному затоплению электростанции. Массовое накопление мусора, замена электрооборудования и потеря общей генерирующей мощности более чем на шесть месяцев. | 2013 | [ 18 ]                                                           |
| Электростанция Uri-II                 | Джамму и Кашмир        | Индия               | Крупный пожар произошел в одном из трансформаторов электростанции. | 2014 |                                                                  |
| Оровиллская плотина                   | Калифорния             | США                 | Поврежденный водосброс привел к эвакуации 180 000 человек | 2017 | See also: Oroville Dam crisis                                    |

Не указано, но необходимо добавить:
- Плотина Маниту, Маниту-Спрингс, Колорадо, США, 1924 г.38°52′35″ с. ш. 104°59′38″ з. д.HGЯO
- Плотина Мойи (дамба Эйлин), Мойи-Спрингс (Айдахо), Айдахо, США, 1925 г.48°46′32″ с. ш. 116°09′19″ з. д.HGЯO
- Озеро Ланье, Северная Каролина, США, 1926 год.
- Плотина Пурисима, Калифорния, США, 1930 г.
- Обрушение плотины в Лаосе, 2018 г.
- Отключения электроэнергии в Венесуэле в 2019 г.
- Спенсер Дам, Небраска, 2019, США